# Abdel Mottaleb al-Kazimi
Pour les articles homonymes, voir Al-Kazimi.
Abdel Mottaleb al-Kazimi (en arabe : عبد المطلب الكاظمي), né le 24 octobre 1936 à Koweït (Koweït) et mort le 18 septembre 2021 dans la même ville, est un haut fonctionnaire et homme politique koweïtien, ministre du Pétrole de 1975 à 1978.

## Situation personnelle

### Origines
Né le 24 octobre 1936 à Koweït, il est le frère cadet de Zaïd al-Kazimi (ar) et d'Abdel Latif al-Kazimi (ar), deux anciens membres de l'Assemblée nationale koweïtienne,.
Il appartient à la minorité chiite du Koweït (en).

### Formation
Il est titulaire d'une licence de commerce (en) obtenue à la faculté de commerce (ar) de l'université du Caire en 1961 et d'une maîtrise en gestion obtenue à l'université du Colorado à Boulder en 1969.

## Carrière

### Carrière professionnelle
À son retour du Caire en 1961, il entame une carrière de fonctionnaire au ministère des Travaux publics (ar). Par la suite, il est muté au ministère des Finances (en), où il commence à travailler sur des dossiers liés au secteur pétrolier, alors en pleine expansion dans le pays (ar).

### Carrière politique
Sa carrière politique commence en 1963 lorsque lui et ses deux frères Zaïd (ar) et Abdel Latif (ar) se présentent comme candidats chiites aux premières élections législatives de l'histoire de l'l'État du Koweït (en). Si seul Zaïd est élu à cette occasion, Abdel Mottaleb, lui, l'est lors des élections législatives de 1971 (en). Il est réélu lors de celles de 1975 (en) mais la dissolution de l'Assemblée nationale décidée par l'émir Sabah III l'année suivante écourte son mandat,.

## Mort
Il est décédé le matin du 18 septembre 2021, à l'âge de 84 ans, après une longue lutte contre une maladie non précisée,.